# Thueyts
Thueyts (okcitansko Tuèis) je naselje in občina v jugovzhodnem francoskem departmaju Ardèche regije Rona-Alpe. Leta 1999 je naselje imelo 1.128 prebivalcev.

## Geografija
Kraj se nahaja v pokrajini Languedoc ob reki Ardèche, 45 km zahodno od središča departmaja Privas.

## Uprava
Thueyts je sedež istoimenskega kantona, v katerega so poleg njegove vključene še občine Astet, Barnas, Chirols, Fabras, Jaujac, Lalevade-d'Ardèche, Mayres, Meyras, Pont-de-Labeaume, Prades, Saint-Cirgues-de-Prades in La Souche s 6.682 prebivalci. 
Kanton je sestavni del okrožja Largentière.